# Валютний кошик
Вал́ютний кóшик — фіксований набір валют, який використовують для вимірювання середньозваженого курсу валюти певної країни. Найпопулярніші валюти: американський долар, канадський долар, швейцарський франк, австралійський долар.